# Organòtrof
Un organòtrof és un organisme que obté hidrogen o electrons de substrats orgànics. És una forma de quimiòtrof en la qual els organismes no aconsegueixen fixar el diòxid de carboni com a font de carboni al contrari que els organismes autòtrofs.
El seu oposat és litòtrof.
La majoria dels procariotes, així com tots els eucariotes no fototròfics, són organotròfics.